# Mam'zelle Cri-Cri
Pour plus de détails, voir Fiche technique et Distribution.
Mam'zelle Cri-Cri (Die Deutschmeister) est un film autrichien réalisé par Ernst Marischka, sorti en 1955

## Synopsis
Vers 1900, Constanze Hübner, jeune paysanne des environs de Salzburg, vient à Vienne chez sa tante Thérèse, boulangère de l'Empereur François-Joseph. Un quiproquo permet à Constanze, surnommée Cricri, d'assister à un bal costumé où le baron Felix Zorndorf la confond avec une authentique comtesse et la demande en mariage.

## Fiche technique
- Titre : Mam'zelle Cri-Cri
- Titre original : Die Deutschmeister
- Réalisation : Ernst Marischka
- Scénario : Ernst Marischka d'après celui qu'il avait écrit pour le film Parade de printemps (1934) de Géza von Bolváry et le remake Chanson d'avril (1940) de Henry Koster
- Production : Karl Ehrlich
- Musique : Robert Stolz, qui s'en inspirera pour composer son opérette Frühjahrsparade, créée le 5 mars 1964 à Vienne (Autriche)
- Photographie : Bruno Mondi
- Montage : Alfred Srp
- Pays d'origine : Autriche
- Format : Couleur — 35 mm — 1,37:1 — Son : Mono
- Genre : Film musical et Film d'amour
- Durée : 106 minutes (1 h 46)
- Date de sortie : 11 août 1955 (Allemagne de l'Ouest)

## Distribution
- Romy Schneider : Constanze « Stanzi » Hübner
- Siegfried Breuer jr : Wilhelm August «Willy» Jurek
- Magda Schneider : Thérèse Hübner
- Josef Meinrad : le Conseiller Hofwirt
- Gretl Schörg : Hansi Führer
- Susi Nicoletti : Nanette
- Adrienne Gessner : Comtesse Burgstetten
- Hans Moser: le coiffeur Swoboda
- Paul Hörbiger : Empereur François-Joseph
- Wolfgang Lukschy : Empereur Guillaume II
- Fritz Imhoff : Sergent-Major Mittermeier
- Heinz Conrads : Caporal Stigler
- Karl Schwetter : le Capitaine
- Wolfgang Jansen : Fritz, le mitron